# منتخب جزر البهاما للكرة اللينة للرجال
منتخب جزر البهاما للكرة اللينة للرجال هو ممثل جزر البهاما الرسمي في المنافسات الدولية في الكرة اللينة .